# Bereichskennziffer

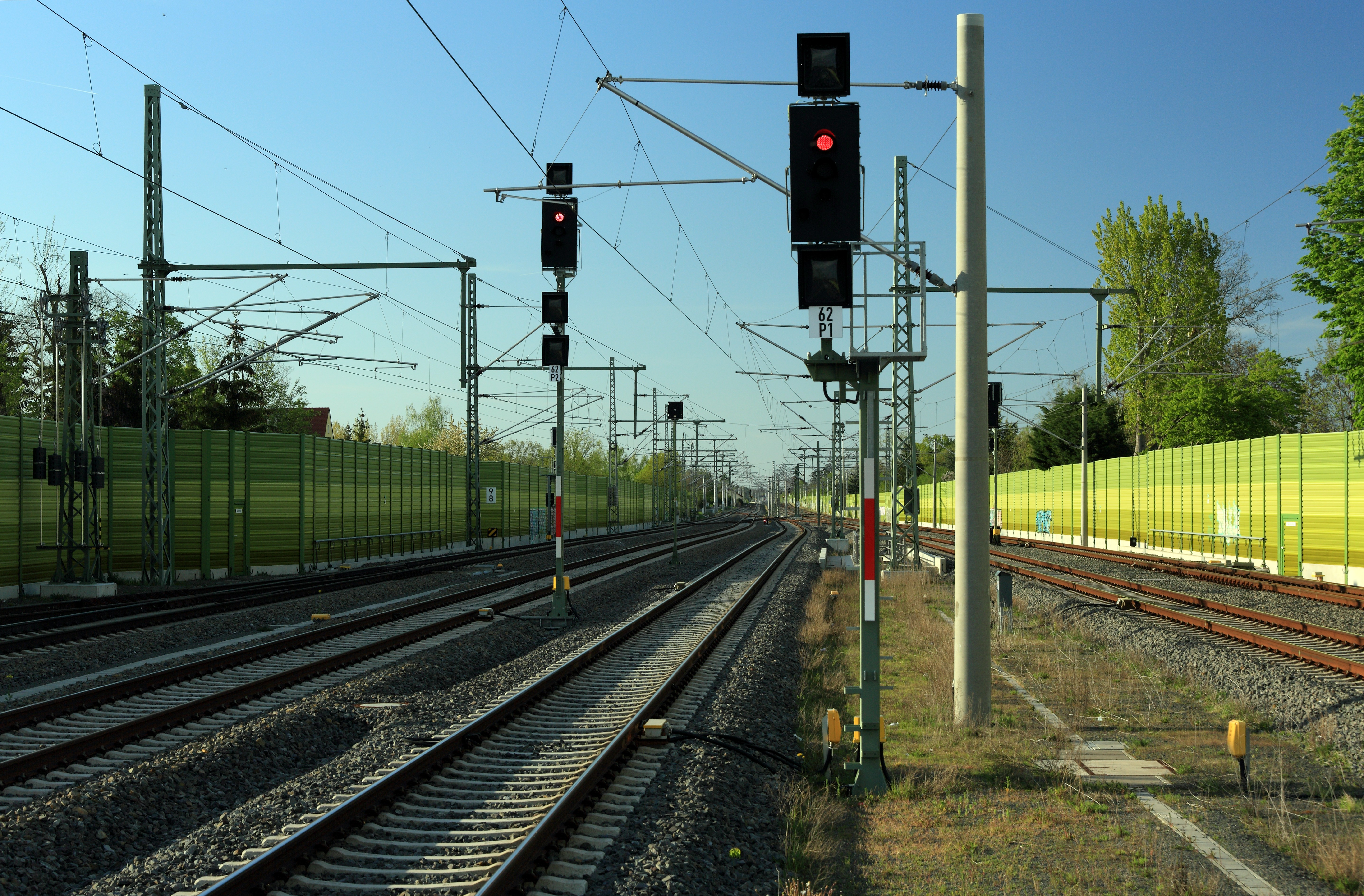
Dem Bahnhof Markkleeberg-Gaschwitz ist in seinem Steuerbezirk die Bereichskennziffer 62 zugeordnet. Diese ist hier an den Ausfahrsignalen P1 und P2 angegeben.

Bereichskennziffern werden den Betriebsstellen im Bereich von elektronischen Stellwerken zur eindeutigen Elementbezeichnung innerhalb eines Steuerbezirkes zugeordnet.
Jeder Betriebsstelle eines Steuerbezirkes wird in der Regel genau eine Bereichskennziffer zugeordnet, da die Signalbezeichnungen einheitlich für jede Betriebsstelle geplant werden und es andernfalls innerhalb desselben Steuerbezirkes mehrere Elemente mit derselben Bezeichnung gäbe. In einigen Fällen – insbesondere bei großen Bahnhöfen mit umfangreichen Außenanlagen – können auch mehrere Kennziffern vergeben werden. Obwohl bei Relaisstellwerken ebenfalls Betriebsstellen ferngesteuert werden, gibt es bei diesen kein einheitliches Schema. Hintergrund ist, dass die verwendeten Nummernstellpulte mittig keine Buchstaben verarbeiten können.
Die Bereichskennziffern werden durch die Infrastrukturplanung betriebsstellenspezifisch vergeben und sind damit bereits Bestandteil der ESTW-Planung. Die Kennziffern können den Wertebereich 1–99 annehmen. Innerhalb eines Steuerbezirkes darf eine Kennziffer jeweils nur einmal vergeben werden, ebenso dürfen benachbarte Betriebsstellen nicht über die gleiche Kennziffer verfügen.
In Lageplänen müssen keine Bereichskennziffern angegeben werden, solange sich der Plan lediglich auf den Bereich derjenigen Betriebsstelle bezieht. In einem solchen Fall reicht die einmalige Angabe der Bereichskennziffer auf dem Lageplan.